# Дальнее (озеро, Вилючинский городской округ)
Дальнее — озеро в Вилючинском городском округе Камчатского края России, находится в 7 км к юго-востоку от села Паратунка. Соединяется протокой с правым притоком Паратунки — рекой Быстрая. Имеет статус памятника природы регионального значения.

## Основные сведения
Является пресноводным озером Камчатки, его площадь составляет около 1,3 км². Длина озера составляет 2500 м, средняя ширина — 540 м.
Озеро имеет ледниковое происхождение. Оно находится в бассейне реки Паратунки. Питание озера смешанное: подземное и от атмосферных осадков.
Озеро является нерестилищем лососёвых рыб.
В 1937 году на берегу озера по инициативе Ф. В. Крогиус, возник первый на Камчатке круглогодичный наблюдательный пункт. В дальнейшем пункт был преобразован в Паратунскую экспериментальную лабораторию.

## Охрана
Озеро охраняется как памятник природы регионального значения с 9 января 1981 года. Общая площадь ООПТ — 520,0 га, площадь охранной зоны — 785,0 га (500 метров по периметру озера от уреза воды).